# Petro Kozłaniuk
Petro Stepanowycz Kozłaniuk (ukr. Петро́ Степанович Козланю́к, ros. Пётр Степа́нович Козланю́к, ur. 12 sierpnia 1904 w Pererowie (obecnie rejon kołomyjski), zm. 19 marca 1965 we Lwowie) – ukraiński pisarz, krytyk literacki, polityk.
W 1922 aresztowany, w latach 1927–1930 felietonista gazety „Sielrob”, w 1929 jeden z organizatorów grupy pisarzy proletariackich „Horno” we Lwowie, członek KC „Sielrob–Jedność”. W latach 1930–1939 kilkakrotnie aresztowany, 1939–1941 specjalny korespondent gazety „Wilna Ukrajina” we Lwowie. W latach 1941–1945 w redakcjach gazet, komentator radiostacji „Dnipro”, od 1943 w WKP(b), w latach 1944–1952 przewodniczący lwowskiej organizacji Związku Pisarzy Ukrainy, 1952–1954 przewodniczący Komitetu Wykonawczego Lwowskiej Rady Obwodowej. Od 27 września 1952 do 16 lutego 1960 zastępca członka KC KP(b)U/KPU, od 1954 do śmierci ponownie przewodniczący lwowskiej organizacji Związku Pisarzy Ukrainy. Autor romansu Jurko Kruk (1946–1957). Deputowany do Rady Najwyższej ZSRR od. 3 do 5. kadencji.

## Odznaczenia
- Order Lenina (dwukrotnie)
- Order Czerwonego Sztandaru Pracy
- Order Czerwonej Gwiazdy

3 inne ordery oraz medale.